# Aks (plante)
 Der er for få eller ingen kildehenvisninger i denne artikel, hvilket er et problem. Du kan hjælpe ved at angive troværdige kilder til de påstande, som fremføres i artiklen.

 For alternative betydninger, se Aks. (Se også artikler, som begynder med Aks)
Aks er lange blomsterstande med ustilkede blomster, som sidder på samme hovedakse, hvor de nederste blomster springer ud først. De latinske artsnavne spicatus, spicata eller spicatum betyder aksbærende.
Småaks er den grundlæggende enhed hos enkimbladede planter blandt græsser og halvgræsser. Småakset kan indeholde én til flere, ufuldkomne blomster, og det indgår i opbygningen af disse planters aks, toppe eller duske.

## Planter med aks
- Almindelig rug (Secale cereale)
- Aksærenpris (Veronica spicata)
- Aksbærmispel (Amelanchier spicata)